# Jaranszk
Jaranszk (cirill betűkkel Яранск, mari nyelven Яраҥ) város Oroszországban, a Kirovi területen.

## Története
A mari történelem szempontjából meghatározó település, valamikor a marik központjának számított. 

## Népesség
- 1897-ben 4 824 lakosa volt.
- 1926-ban 6 112 lakosa volt.
- 1959-ben 11 768 lakosa volt.
- 1970-ben 15 374 lakosa volt.
- 1979-ben 17 756 lakosa volt.
- 1989-ben 20 466 lakosa volt.
- 2002-ben 19 723 lakosa volt, melynek 90,3%-a orosz, 7,6%-a mari.
- 2010-ben 17 252 lakosa volt, melynek 90,1%-a orosz, 7,7%-a mari.